# Knut Hamfeldt
George Knut Hjalmar Hamfeldt, född 18 oktober 1870 på Björkboda bruk, Kimito socken, Finland, död 19 januari 1949 i Lidingö, Sverige, var en svensk-finländsk företagsledare.
Knut Hamfeldt var son till brukspatronen Georg Hjalmar Hamfeldt. Han utexaminerades från Norrköpings tekniska elementarskola 1889 och begav sig efter ett års anställning vid Mekaniska verkstaden Vulcan i Norrköping till USA. Hamfeldt tjänstgjorde 1890–1898 som svarvare, ritare, nivellör och konstruktör vid olika företag i USA och blev 1898 driftsingenjör och direktör för masugnsverket Carrie Furnace Company, tillhörande Carnegie Steel i Pittsburgh. Han deltog vid stiftandet av Midland Steel Company och var 1905–1907 VD och styrelseledamot i detta företag. 1908 återvände Hamfeldt till Europa och var 1908–1911 direktör för de Wendel & Company järn- och stålverk i Hayingen. 1911–1912 företog han vidsträckta studieresor i Europa och var därefter 1913 en av stiftarna av Oxelösunds järnverks AB och var dess VD 1913-1930. Hamfeldt var styrelseledamot i Gas- och koksverkens ekonomiska förening 1918–1930, i Fönsterglasbrukens försäljnings AB 1928–1930 och Sveriges kemiska industrikontor 1921–1930.